# Teusaquillo
Teusaquillo ist der 13. Stadtbezirk (localidad) der kolumbianischen Hauptstadt Bogotá. Mit einer Fläche von 1.421 Hektaren und einer Wohnbevölkerung von ca. 137.641 Menschen ist es ein weiträumiger Distrikt und vollständig urbanisiert im geographischen Zentrum der Stadt mit vielen Grünzonen. Unter den Parks und Grünflächen sticht der Campus der Universidad Nacional de Colombia hervor. Zu ihm gehören die Stadtteile Galerias, Teusaquillo, Parque Simón Bolívar, La Esmeralda, Ciudad Salitre und Quinta Paredes und Ciudad Salitre Oriental, welche verschiedene Epochen der Stadt symbolisieren.

## Kulturelle Bedeutung
Die Bedeutung Teusaquillos liegt in seinem großen architektonischen, historischen, kulturellen Reichtum für die Stadt und gleichsam Bezugspunkt für den Beginn der modernen Architektur von Bogotá, von wo aus der ursprüngliche Planungsprozess der Stadt begann, mit Ausnahme der neueren supermodernen Architektur.
Teusaquillo ist wegen der vielen Restaurants und Bars bei Künstlern und Touristen äußerst beliebt und außerdem Domizil unzähliger nationaler und internationaler Organisationen. Der lokale Kulturrat (Consejo Local de Cultura) bewirbt Teusaquillo als die „Kulturstadt Bogotá“, weil der Bezirk für die Stadt und das Land ein beachtenswertes kulturelles, historisches, architektonisches, ökologisches und städtisches Erbe aufweist. Außerdem befinden sich hier einige der wichtigsten Sportarenen der Stadt, wie etwa der Parque Metropolitano Simón Bolívar und das Estadio Nemesio Camacho.
Zwei wichtige Verkehrsachsen kreuzen den Stadtbezirk Teusaquillo, einmal die Avenida El Dorado von Nordwest nach Südost quer durch die Hauptstadt und die Avenida Norte-Quito-Sur von Nord nach Süd.

## Grenzen
Norden: Calle 63, die es von Barrios Unidos trennt

Süden: Calle 26, Avenida de las Américas, Calle 19 und Bahnhof La Sabana, die es von Puente Aranda und Los Mártires trennt

Osten: Avenida Caracas, die es von Santa Fe und Chapinero trennt

Westen: Avenida Carrera 68, die es von Engativá und Fontibon trennt